# Brigadas de Gigantes del Sur
Las Brigadas de los Gigantes(en árabe: الوية العمالقة الجنوبية‎, romanizado: Alwiyat al-Amaliqa al-Janubia), traducido como Al Amalikah o Al Amaliqah, o llamado como Brigadas de los Gigantes, es una milicia yemení progubernamental. Sus combatientes son en su mayoría miembros de tribus del sur de las provincias de Lahej, Abyan y Dhale. Entre ellos incluyen estudiantes salafistas del instituto religioso Dar al-hadith de Muqbil bin Hadi al-Wadi'i en Dammaj, Saada, que fueron expulsados por los hutíes a principios de 2014.La milicia forma parte de las Fuerzas Conjuntas de Yemen y es la facción más grande de la formación. Las Brigadas de los Gigantes también reciben un amplio apoyo militar y financiero de los Emiratos Árabes Unidos.

## Historia
Las brigadas formaban parte originalmente del antiguo ejército de Yemen del Norte desde principios de los años 1970. Después de la unificación de Yemen, estas brigadas participaron en una intensa acción en la guerra civil de 1994 y continuaron siendo una unidad eficaz en el ejército yemení. Las Fuerzas de los Gigantes originales ya no están presentes oficialmente y se han dividido y distribuido en diferentes áreas a lo largo de los años. Las actuales Brigadas de Gigantes son una fuerza relativamente nueva en Yemen. Surgieron de la Resistencia del Sur que luchó contra los hutíes en el sur al comienzo del conflicto en 2015. Han demostrado su poder militar durante la ofensiva en la gobernación de Al Hudaydah, donde han matado a cientos de militantes hutíes.
En mayo de 2018, la milicia junto con las fuerzas de la Intervención liderada por Arabia Saudita en Yemen tomaron el control de varios focos en Taiz de los hutíes, en los combates varios combatientes hutíes murieron y varias piezas de su equipo fueron dañados o destruidos. Después de tomar el control de la "Intercepción Mocha" en la ciudad, la milicia junto con las fuerzas aliadas, incluidas otras facciones de las Fuerzas Conjuntas, la Resistencia de Tihamá y la Resistencia Nacional Yemení, comenzaron a avanzar hacia el "Cruce Bara". para cortar las líneas de suministro de los hutíes.
Aunque se sabe que muchos miembros de las Brigadas de Gigantes son salafistas, la mayoría de ellos son ante todo sureños.
En diciembre de 2021, los Gigantes anunciaron que habían enviado tropas a la provincia de Shabwa "para liberar áreas que cayeron en manos de los hutíes", expulsando a los rebeldes en solo dos semanas. También se apoderaron de zonas del sur de los barrios en la provincia de Marib, expulsando a los rebeldes en solo dos semanas. Después de completar la operación militar Tormenta del Sur, los Gigantes del Sur anunciaron el redespliegue de sus fuerzas después de haber "completado su misión" y que sus tropas permanecen en el frente listas para repeler cualquier ataque hutí.
El 7 de abril de 2022, el presidente yemení, Abd Rabbuh Mansur al-Hadi, emitió una orden destituyendo al vicepresidente Ali Mohsen al-Ahmar y delegando sus poderes a un consejo presidencial recién formado para liderar el país a través de un período de transición. El líder de los Gigantes Abdulrahman Abu Zara’a Al Muharrami es miembro de este consejo de liderazgo.